# Keltischer Kalender
Keltischer Kalender ist ein Begriff einerseits für das Kalendersystem antiker keltischer Kulturen und andererseits für die mittelalterlichen und neuzeitlichen Kalender der inselkeltischen Völker. Zwischen beiden bestehen nur wenige Gemeinsamkeiten, beispielsweise die Namen gallisch samoni- und irisch Samhain oder Samuin, die auf einen altkeltischen Festkreis hinzuweisen scheinen. Weitergehende Kontinuitäten von antiken zu mittelalterlichen keltischen Kalendern sind umstritten. Neuzeitliche keltische Kalender sind esoterischem und neopaganem (neuheidnischem) Gedankengut zuzuschreiben.

## Antiker keltischer Kalender
Das festlandkeltische Kalendersystem ist vor allem durch den archäologischen Fund des gallo-römischen Kalenders von Coligny überliefert. Es handelt sich dabei um einen lunisolaren Kalender, der sich sowohl nach der Sonne als auch nach dem Mond richtete. Er hat 12 Monate, die durch einen jeweils nach zweieinhalb Jahren – also 30 Monaten – eingeschobenen Schaltmonat an das Sonnenjahr angeglichen werden müssen.

## Inselkeltischer Kalender
Für die Kalendersysteme der inselkeltischen Völker, deren Kultur lediglich durch Sagen und Mythen aus dem Mittelalter überliefert ist, wird meist der irische Kalender als Beispiel herangezogen. Dieser ist geprägt durch vier große, durch bestimmte Landarbeiten entstandene, Feste:
- Samhain (1. November, Beginn des Winters)
- Imbolg (1. Februar, das erste Milchgeben der Schafe im Frühjahr)
- Beltane (1. Mai, Beginn des Sommers)
- Lughnasadh (1. August, Beginn des Herbstes)

Da der Kalender auf den bäuerlichen Jahresablauf für Irland abgestimmt ist, sind für Wales und Schottland auf Grund der anderen klimatischen Verhältnisse keine deutlichen Übereinstimmungen feststellbar.

## Neuzeitliche Esoterik und Neopaganismus
Ebenfalls als keltische Kalender werden manchmal bestimmte Horoskopkalender verstanden, die in jüngster Zeit nach keltischen Motiven geschaffen wurden. So wurden in der Esoterik des 20. Jahrhunderts, zuerst durch Robert von Ranke-Graves 1946 in dem Buch The white goddess (deutsch 1948 Die weiße Göttin), den Monaten Baumnamen zugewiesen, die zum Teil sehr spekulativ dem Ogam-Alphabet entnommen waren. Den Bäumen wies Graves bestimmte Eigenschaften zu, die Bedeutung für in diesem Monat Geborene haben sollten. Später wurden den Monaten auch noch Steine zugeordnet.
| Nr. | Name              | Bedeutung                   | Beginn        | Baum        | Stein        | Ogham-Zeichen | Keltischer Jahreskreis |
| 1   | Beth              | Anfang                      | 24. Dezember  | Birke       | Bergkristall |               |                        |
| 2   | Luis              | Belebung                    | 21. Januar    | Eberesche   | Turmalin     |               |                        |
| 3   | Nion              | Kraft des Meeres            | 18. Februar   | Traueresche | Aquamarin    |               |                        |
| 4   | Fearn             | Feuer                       | 18. März      | Erle        | Granat       |               |                        |
| 5   | Saille            | Verzauberung                | 15. April     | Weide       | Mondstein    |               |                        |
| 6   | Uath              | Reinigung                   | 18. Mai       | Hagedorn    | Lapislazuli  |               |                        |
| 7   | Duir              | Standhaftigkeit             | 10. Juni      | Steineiche  | Diamant      |               |                        |
| 8   | Tinne             | Blut                        | 8. Juli       | Stechpalme  | Rubin        |               |                        |
| 9   | Coll              | Weisheit                    | 5. August     | Haselnuss   | Topas        |               |                        |
| 10  | Muin              | Beseelung                   | 2. September  | Weinstock   | Amethyst     |               |                        |
| 11  | Gord              | Wiederauferstehung          | 30. September | Eibe        | Opal         |               |                        |
| 12  | Pethboc (Ngetal)  | Königtum                    | 28. Oktober   | Schlehdorn  | Saphir       |               |                        |
| 13  | Ruis              | Das Unvermeidliche          | 25. November  | Holunder    | Olivin       |               |                        |
| 14  | Unbehauener Stein | Der Tag zwischen den Jahren | 23. Dezember  |             |              |               | Yule                   |

Auf dieser Grundlage wurde 1971 im Auftrag der französischen Frauenzeitschrift „Marie Claire“ durch die Journalistin Paula Delsol das sogenannte keltische Baumhoroskop erfunden, das in der Folge im deutschsprachigen Raum weite Verbreitung gefunden hat.
Alle diese Kalender und Horoskope, wie der keltische Jahreskreis, das Baumhoroskop und der hier zitierte Baumkalender haben jedoch nichts mit mittelalterlichen oder gar frühgeschichtlichen keltischen Kalendern zu tun.